# Avatar: The Last Airbender mùa 2
Quyển 2: Thổ là phần thứ hai của loạt phim hoạt hình Avatar: The Last Airbender, sáng tạo bởi Michael Dante DiMartino và Bryan Konietzko, phát sóng trên kênh Nickelodeon . 
Dàn diễn viên lồng tiếng chính bao gồm: Zach Tyler Eisen (Aang), Mae Whitman (Katara), Jack DeSena (Sokka), Dante Basco (Zuko), Jessie Flower (Toph Beifong), Dee Bradley Baker (Appa, Momo), Mako Iwamatsu (Iroh), và Grey DeLisle (Azula).

## Nội dung
Trong mùa này, Aang, Katara và Sokka tiếp tục hành trình tìm kiếm thầy dạy ngự thổ, cuối cùng gặp được Toph Beifong, một bậc thầy ngự thổ.

### Cốt truyện chính
- Sau khi có được thông tin quan trọng về tình hình chiến tranh từ Hỏa quốc, Appa bị bắt cóc, khiến nhóm bạn gặp nhiều khó khăn.
- Hành trình của họ dẫn đến Ba Sing Se, thủ đô của Thổ quốc, nơi cả nhóm phát hiện một âm mưu chính trị sâu sắc bên trong bộ máy chính quyền.
- Đồng thời, sau hành động tại Bắc Cực (quyển 1), Zuko và Iroh bị tuyên bố là phản quốc và trở thành những kẻ phải chạy trốn trong Thổ quốc.
- Công chúa Azula, em gái của Zuko và thiên tài ngự hỏa thuật, bắt đầu tích cực truy lùng cả hai phe – Zuko lẫn Aang.

Quyển 2: Thổ xây dựng sâu hơn thế giới Avatar với việc học ngự thổ, khám phá âm mưu chính trị tại Ba Sing Se, và sự phát triển nhân vật vô cùng quan trọng của Zuko và Azula. Nội dung, nhân vật và hình ảnh trong mùa này đều được đánh giá xuất sắc, góp phần làm nên tiếng vang và giá trị vượt thời gian cho toàn bộ loạt phim.

## Thời gian phát sóng
- Ngày phát sóng đầu tiên: 17 tháng 3 năm 2006, với tập mở đầu "The Avatar State".
- Kết thúc mùa phim: 1 tháng 12 năm 2006, hai tập cuối “The Guru” và “Crossroads of Destiny” cùng lên sóng.

## Đón nhận và giải thưởng
Mùa 2 nhận được đánh giá rất tích cực, với nhận xét rằng series đang “liên tục xuất sắc”. Chương trình đã đạt nhiều giải thưởng quan trọng, gồm:
- Giải Annie cho “Hoạt hình nhân vật nổi bật trong sản phẩm truyền hình” (Best Character Animation in a Television Production) tại Annie Awards lần thứ 34.[6]
- Giải Emmy 2007 cho cá nhân xuất sắc trong hoạt hình (Outstanding Individual Achievement in Animation).[7]